# Sanlúcar de Guadiana
Sanlúcar de Guadiana là một đô thị ở tỉnh Huelva, Andalucía, Tây Ban Nha, nằm cách tỉnh lỵ Huelva 55 km. Đô thị này giáp sông Guadiana, khu vực này hay bị ngập nước thủy triều nhưng các khu vực khác của đô thị này có độ cao 149 mét.
Đô thị này đối diện Alcoutim qua sông.

## Liên kết ngoài

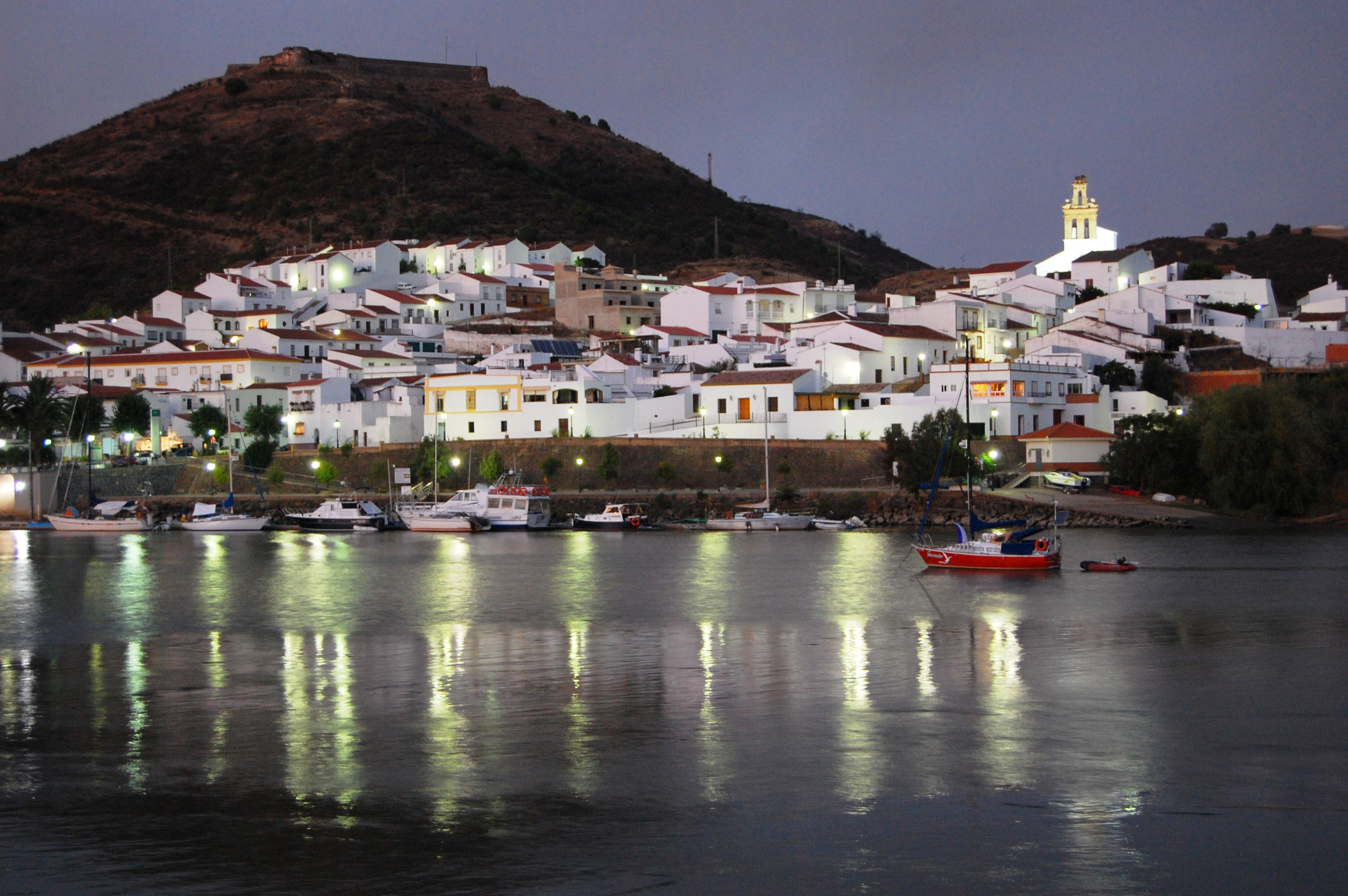
Sanlúcar nhìn từ Alcoutim

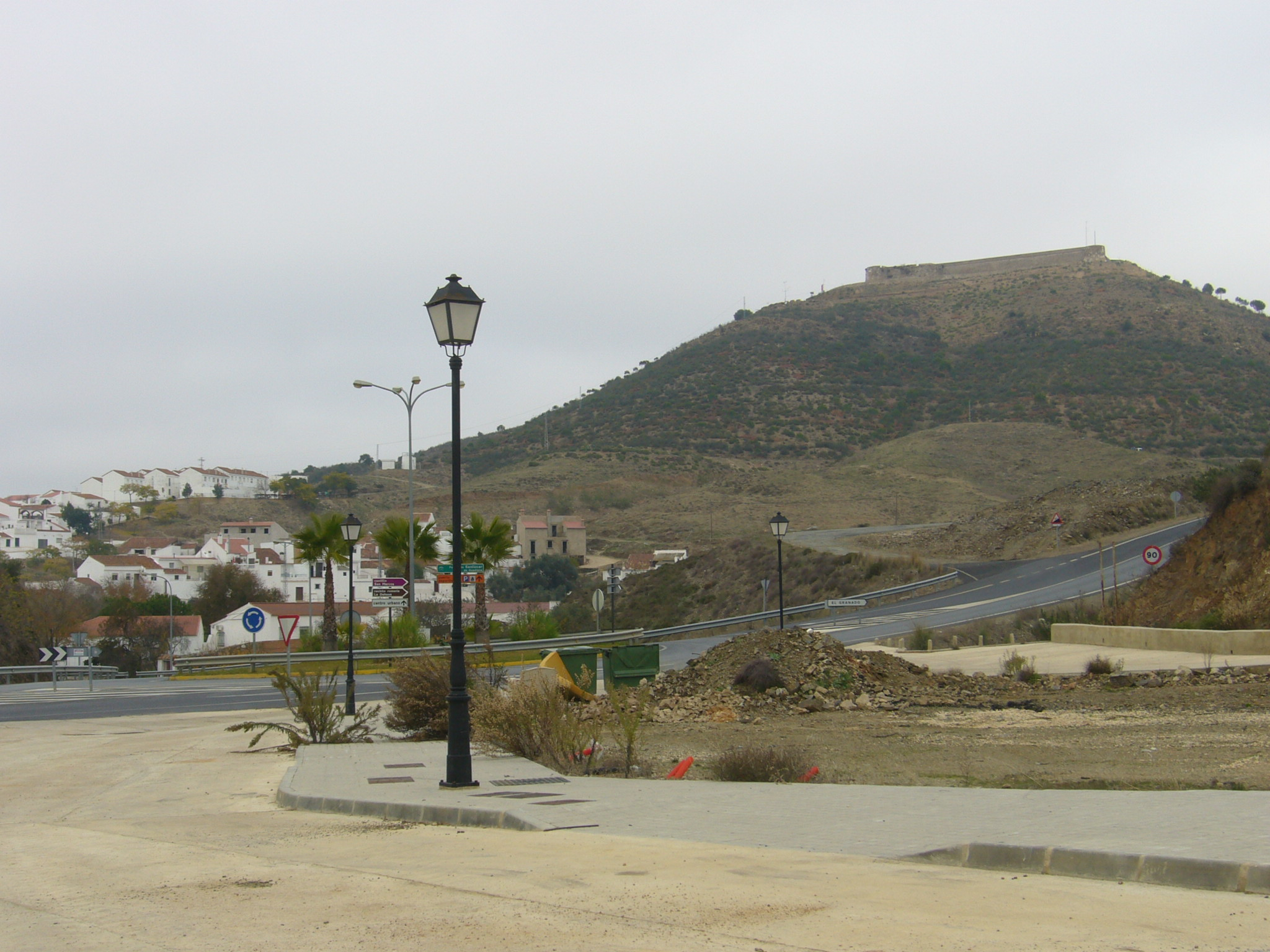
Phía trên của Sanlúcur de Guadiana